# Sarax buxtoni
Sarax buxtoni är en spindeldjursart som först beskrevs av Gravely 1915.  Sarax buxtoni ingår i släktet Sarax och familjen Charinidae. Inga underarter finns listade i Catalogue of Life.